# Logan Owen
Logan Owen, né le 25 mars 1995 à Bremerton, est un coureur cycliste américain. Il pratique le cyclisme sur route et le cyclo-cross.

## Vie privée
Il s'est marié en novembre 2016 avec Chloé Dygert, également coureuse cycliste, multiple championne du monde sur piste. Cependant, le mariage s'est terminé par un divorce en janvier 2020.

## Palmarès sur route

### Par années
- 2010
  - 2e du championnat des États-Unis sur route cadets
  - 2e du championnat des États-Unis du contre-la-montre cadets
- 2011
  - 1re étape de la Cherry Blossom Cycling Classic
- 2012
  - 3e étape de la Green Mountain Stage Race
  - 2e du championnat des États-Unis sur route juniors
  - 2e de la Green Mountain Stage Race
- 2013
  -  Champion des États-Unis sur route juniors
  - Volunteer Park Criterium
  - 4e étape de la Mount Hood Cycling Classic
  - 2e de la Course de la Paix juniors
  - 4e du championnat du monde sur route juniors
- 2015
  - 3e étape du Tour de l'Utah
  - 3e du Snake Alley Criterium
- 2016
  - Liège-Bastogne-Liège espoirs
- 2017
  - 4e étape du Tour de l'Alentejo

### Résultats sur les grands tours

#### Tour d'Espagne
2 participations
- 2019 : 126e
- 2020 : 105e

### Classements mondiaux
| Année                                 | 2014  | 2015 | 2016  | 2017 | 2018 | 2019  | 2020 | 2021 |
| ------------------------------------- | ----- | ---- | ----- | ---- | ---- | ----- | ---- | ---- |
| Classement mondial                    |       |      | 1151e | 927e | nc   | 2445e | nc   | 959e |
| UCI Europe Tour                       | 1007e | nc   | 908e  | 639e | nc   |       |      |      |
| UCI America Tour                      | nc    | 86e  | 339e  | 277e | nc   | 385e  | nc   | 129e |
|                                       |       |      |       |      |      |       |      |      |
| Légende : nc = non classéSource : UCI |       |      |       |      |      |       |      |      |

## Palmarès en cyclo-cross
- 2011-2012
  -  Champion des États-Unis de cyclo-cross juniors
  - Cyclo-cross de Namur, Namur
  - Cyclo-cross de Louisville, Louisville
- 2012-2013
  -  Champion des États-Unis de cyclo-cross juniors
  - 3e de la Coupe du monde juniors
- 2013-2014
  -  Champion des États-Unis de cyclo-cross espoirs
- 2014-2015
  -  Champion des États-Unis de cyclo-cross espoirs
  -  Médaillé d'argent au championnat panaméricain de cyclo-cross espoirs
- 2015-2016
  - The Subaru Cyclo Cup #1, Lakewood
  - The Subaru Cyclo Cup #2, Lakewood

## Palmarès sur piste

### Championnats panaméricains
- Couva 2017
  -  Médaillé d'argent de la poursuite par équipes (avec Eric Young, Daniel Summerhill et Adrian Hegyvary).